# HD 40307 c
HD 40307 c es un planeta extrasolar que orbita la estrella HD 40307, situado a 42 años luz de distancia en la dirección de la constelación austral Pictor. El planeta fue descubierto por el  método de velocidad radial, utilizando el HARPS por el Observatorio Europeo del Sur. Es el tercero más grande de los planetas que orbitan alrededor de la estrella y el segundo en distancia a la misma. El planeta es de interés ya que esta estrella tiene relativamente bajo metalicidad, el apoyo a la hipótesis de que diferentes metalicidades en protoestrellas determinan qué tipo de planetas se formarán.

## Descubrimiento
Al igual que con muchos otros planetas extrasolares, HD 40307 b fue descubierto mediante la medición de las variaciones en la velocidad radial de la estrella que orbita. Estas mediciones fueron realizadas por el espectrógrafo HARPS en Chile con sede en Observatorio de La Silla. El descubrimiento fue anunciado en la conferencia de la astrofísica, que tuvo lugar en Nantes, Francia entre el 16 y el 18 de junio de 2008. HD 40307 b fue uno de los tres que se encontraron al mismo tiempo.

## Órbita y masa
HD 40307 b es el tercer planeta más masivo descubierto en el sistema, con al menos 6,8 veces la masa de la Tierra.  El planeta orbita la estrella HD 40307 cada 9,6 días terrestres, correspondiente de su ubicación en aproximadamente 0,08 unidades astronómicas de la estrella. Se encontró que la excentricidad de la órbita del planeta no difiere significativamente de cero, lo que significa que no hay datos suficientes para distinguir la órbita de otro completamente circular.
La estrella alrededor de la cual HD 40307 b tiene una órbita baja metalicidad, en comparación con otras estrellas que tienen planetas. Esto apoya la hipótesis sobre la posibilidad de que la metalicidad de las estrellas durante el nacimiento puede determinar si un disco de gas de protoestrellas pasa a formar gigantes gaseosos o planetas terrestres.
El astrónomo de Arizona y matemático Rory Barnes, en 2009, encontró que "la órbita de planeta b debe ser superior a 15º de frente"; sin embargo no debe ser de mucho más.

## Características
HD 40307 c no tiene tránsitos ni ha sido fotografiada. Características más específicas, tales como su radio, la composición, y la posible temperatura superficial no se pueden determinar.
HD 40307 c tiene una masa pequeña de al menos 6,9 veces la de la Tierra, por lo que se asumió primero terrestre. Más tarde, en 2009, un estudio indicó que si HD 40307 c es terrestre, el calentamiento de marea desestabilizaría que, de una manera más grande que este proceso aplasta la luna joviana Io. Las restricciones de los planetas terrestres se unen no restringirían los planetas gigantes helados como Neptuno o Urano. HD 40307 c podría ser un sub-Neptuno.
Las fuerzas de marea a menudo resultan en la destrucción de las lunas más grandes en planetas que orbitan cerca de una estrella, es poco probable que HD 40307 b aloje ningún satélite.